# Крымский консенсус
«Крымский консенсус» — объединение, чувство солидарности, изменения в российском общественном мнении, наблюдавшиеся после аннексии Крыма в 2014 году и, по мнению ряда аналитиков, закончившиеся в 2018 году. В этот период выросла поддержка президента России Владимира Путина и усилилась сплочённость населения России.

## Население страны
Как пишут психолог Анастасия Никольская и экономист Михаил Дмитриев, аннексия Крыма вызвала эффект сплочения и всплеск патриотических настроений. Причиной произошедшего они называют то, что после аннексии Крыма население России начало вновь воспринимать страну как «великую державу».
По мнению социолога Алексея Левинсона, в нарративе о «возвращении» России к величию предшествующие 25 лет истории России рассматриваются как болезнь, а аннексия Крыма лечит травму распада СССР, возвращая ситуацию на круги своя, к возврату геополитического противостояния с США как во времена Холодной войны.
Увеличилось доверие к государственным СМИ, население в подавляющем большинстве одобряло президента Владимира Путина и его внешне- и внутриполитические действия.
«Крымский консенсус» затронул все социальные страты и оставался устойчивым к «внешним и внутренним разрушительным факторам, таким как западные санкции, падение цен на нефть, девальвация валюты и снижение доходов». При этом произошло смещение приоритетов, выросли базовые материалистические требования, что отчасти было связано с падением доходов во время кризиса 2015—2016 годов, а также уменьшился спрос на политические и гражданские свободы и верховенство закона.

## Представители элиты
Как пишет политолог Александр Шатилов, большая часть российской правящей элиты восприняла аннексию Крыма как «данность», а некоторые даже искреннее поддержали её — особенно находящиеся в «патриотической» её части, но также аннексию поддержали некоторые умеренные или даже системно-либеральные представители элит.
Поддержавшие аннексию представители творческой элиты подписали петицию на сайте Министерства культуры «Деятели культуры России — в поддержку позиции президента по Украине и Крыму». Некоторые из них сочли аннексию Крыма «восстановлением исторической справедливости» и надеялись на продолжение, другие осуждали Евромайдан, третьи опасались прихода к власти в Украине радикальных сил. Другая часть творческой элиты осудила аннексию и подписала обращение «Против войны, против самоизоляции России, против реставрации тоталитаризма». Среди известных подписавших — правозащитники (Людмила Алексеева, Светлана Ганнушкина, Сергей Ковалев), писатели (Андрей Битов, Владимир Войнович, Виктор Ерофеев), деятели кино (Михаил Ефремов, Эльдар Рязанов, Наталья Фатеева, Лия Ахеджакова), музыканты (Андрей Макаревич, Вероника Долина, Елена Камбурова) и представители других профессий.
По мнению Шатилова, впоследствии осознание невозможности достижения каких-либо договорённостей с Западом по крымскому вопросу и более широкому геополитическому контексту привело к тому, что и более прозападные части российской элиты перешли на «оборонческие» позиции.

## Данные социологии
По состоянию на март 2017 года поддерживали аннексию Крыма Россией 83—89 % россиян (в зависимости от формулировок вопроса), не поддерживали — 8—13 %. И хотя вопрос о том, принесла ли аннексия Крыма больше пользы или вреда, даёт менее однозначный результат (64 % против 19), вернуть полуостров Украине готовы не более 12 %, а 83 % выступают категорически против, причём, пишет заместитель главы «Левада-Центра» Денис Волков, против такого шага выступает даже часть тех, кто считает решение о аннексии Крыма ошибочным. Некоторые мотивируют своё мнение тем, что это было бы нечестно по отношению к крымчанам; «блокирует возможность любых разговоров о возврате Крыма Украине» и то, что оно явилось бы «потерей лица», «уступкой внешнему давлению».
Доля людей, считающих аннексию Крыма «проблемой», «позором», «провалом внешней политики», «ошибкой», в зависимости от формулировок вопросов составляет от 5 до 20 % населения. Эта доля, по утверждению Волкова, относительно выше среди сторонников оппозиции, жителей Москвы, а также людей, ориентированных на расширение контактов с внешнем миром, причём даже в этих группах противники аннексии Крыма составляют меньшинство. Свою позицию они обычно обосновывают тем, что аннексия Крыма привела к увеличению бюджетных расходов и ухудшению отношений с развитыми государствами, «превращению России в страну-изгоя».

## Завершение «Крымского консенсуса»
По мнению Никольской и Дмитриева, к прошедшим 18 марта 2018 года президентским выборам стали явно видны признаки эрозии «Крымского консенсуса». Результаты социологических исследований того времени показывали рост настроений против истеблишмента, запрос на перемены, социальную справедливость и мирную внешнюю политику, всплеск гражданской активности. В то же самое время наметился разрыв между запросами элит и населения.
Левинсон отмечает, что на происходившем в июне-июле 2018 года чемпионате мира по футболу «на улицах российских городов вдруг началось братание с приехавшими на чемпионат мира иностранцами. Опросы зафиксировали резкое потепление отношения к Америке и Западу». В то же время было объявлено о повышении в России пенсионного возраста и, по мнению Левинсона, пенсионная реформа, «ответственность за которую [Путин], сомневаясь, все-таки взял на себя, все испортила» — таким образом «Крымский консенсус» подошёл к концу.
Волков считает, что «первые подвижки в общественном мнении появились уже к концу 2015-го — по мере ослабления конфронтации с Западом», а «серьезный удар по имиджу российской власти нанесло анонсирование пенсионной реформы. Эффект этого решения не исчерпывается простым падением рейтингов, параллельно этому начала меняться структура поддержки режима, проявилась сильная дифференциация во взглядах различных слоев населения».
Социолог Константин Гаазе считает, что единый день голосования 9 сентября 2018 года продемонстрировал завершение «Крымского консенсуса». В это время прошли протесты против пенсионной реформы, а избиратели массово голосовали за кандидатов от КПРФ и ЛДПР.
По мнению Аарона Шварцбаума (англ. Aaron Schwartzbaum) из Института исследований внешней политики, к январю 2019 года «Крымский консенсус» полностью завершился: рейтинг одобрения деятельности Путина упал с 80 % весной 2018 года до 60-65 % (а ранее падал ещё сильнее); рейтинг доверия Путина упал на 15-20 %, до 35 % (и падение прекратилось). В то же время Путин продолжил смотреться как находящийся вне политики, но «Единая Россия» так же непопулярна, как он популярен. На прошедших выборах губернатора Приморского края у кандидата от «Единой России» возникли проблемы с избранием, из-за чего были проведены повторные выборы, где действующий губернатор избрался как независимый кандидат.
Ведущий научный сотрудник МГИМО Е. Г. Попкова и профессор ЮРГТУ К. В. Воденко считают одним из маркеров распада «Крымского консенсуса» рост недоверия к властям: так, в мае 2019 года 63 % опрошенных заявили, что, по их мнению, число недовольных властями выросло, а 51 % заявил, что число довольных властями упало.